# マティアス・ミュラー
マティアス・ミュラー（Matthias Müller、1982年9月12日 - ）はスイスのオリエンテーリング選手。スプリント競技を非常に得意としており、またミドル競技・リレー競技でも好成績を残している選手である。

## 実績

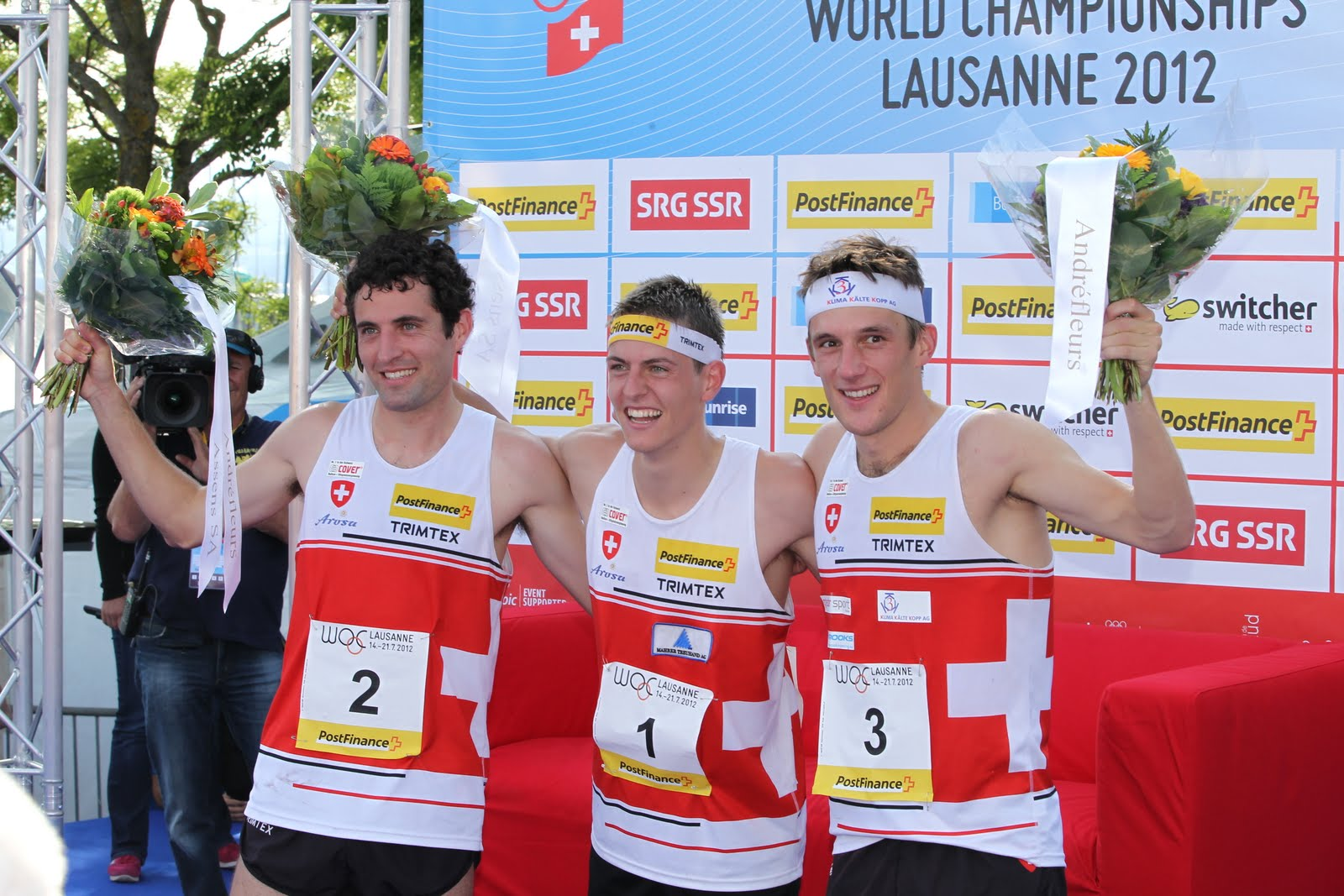
WOC2012スプリント表彰式

### ジュニア時代
ジュニア世界選手権（JWOC）へは2002年にスペインのアリカンテで開催された際に出場しているが、ミドル競技の14位が最高位である。

### シニア時代
スイスの国内選手権ではリレーで1度銀メダル、スプリントで4度銅メダルを獲得しているものの、金メダルはいまだに獲得できていない。
国際大会へは2004年から出場をはじめ、最初にメダルを獲得したのは2007年の北欧選手権で、スプリントで銅メダル、リレーで金メダルを獲得している。その後3年間、あと少しのところでメダルから遠ざかり続けるが、2010年のヨーロッパ選手権（EOC）のリレー競技に、目の負傷によって欠場となったダニエル・フブマンの代わりに出場、見事金メダルを獲得した。また、ノルウェーのトロンハイムで開催されたその年の世界選手権（WOC）ではリレー競技で銅メダルを獲得、スプリント競技では金メダルを獲得した。翌年のWOCでもスプリント競技で入賞、銅メダルを獲得し、2012年に母国スイスのローザンヌで開催された世界選手権でもスプリント競技で銅メダルを獲得。優勝のマティアス・キブルツ、準優勝のマティアス・メルツとともに、表彰台をスイスチームでの独占に成功した。

## その他
- ヴィンタートゥール在住。
- スウェーデンのオリエンテーリングクラブSödertälje-Nykvarnに所属し、またスイス国内ではBussola OKで活動している。